# ル・テリブル (原子力潜水艦・初代)
ル・テリブル（フランス語：Le Terrible, S 612）は、フランス海軍の原子力潜水艦。ル・ルドゥタブル級原子力潜水艦の2番艦。艦名は戦慄を意味するフランス語から。この名を受け継いだ艦としては16代目にあたる。

## 艦歴
「ル・テリブル」は、第2期長期軍事力整備計画に基づきDCNシェルブール工廠で起工、1969年12月12日進水、1973年1月1日に就役しロング島基地に配備された。
現役中にM2に換装し、その後M20に換装された。1988年から2年がかりでM4改の換装が実施された。
23年間に51回の戦略哨戒任務に従事したのちに、1996年1月7日に退役した。